# Charles Paumier du Verger
Charles Paumier du Verger va ser un tirador i medallista olímpic belga.
El 1900 va prendre part en els Jocs Olímpics de París, en què disputà cinc proves del programa de tir olímpic i guanyà una medalla de bronze en la prova de rifle militar, dempeus. En les proves de rifle militar, tres posicions, individual i per equips quedà sisè, novè en rifle militar agenollat i quinzè en rifle militar de bocaterrosa.
Vuit anys més tard, el 1908, participà en els Jocs de Londres, en què guanyà la medalla de plata en la prova de pistola lliure per equips, junt a René Englebert, Réginald Storms i Paul Van Asbroeck, mentre en la prova de rifle lliure, 300 metres per equips finalitzava en cinquena posició.